# Astroscleridae
Astroscleridae is een familie van sponsdieren uit de klasse van de Demospongiae (gewone sponzen). 

## Geslachten
- Astrosclera Lister, 1900
- Ceratoporella Hickson, 1912
- Goreauiella Hartman, 1969
- Hispidopetra Hartman, 1969
- Stromatospongia Hartman, 1969